# اگزات کانتربیا
اگزات کانتربیا (به ایتالیایی: Agrate Conturbia) یک سکونتگاه مسکونی در ایتالیا است که در استان نووارا واقع شده‌است.

## خصوصیات
اگزات کانتربیا ۱۴٫۵۱ کیلومترمربع مساحت و ۱٬۳۷۱ نفر جمعیت دارد و ۳۳۷ متر بالاتر از سطح دریا واقع شده‌است.